# Zelimján Bakáyev
Zelimján Jusaínovich Bakáyev, también conocido como Zelim Bakáyev (del ruso: Зелимхан Хусаинович Бакаев); n. Grozni, 23 de abril de 1992, fue un cantante checheno ruso. Desapareció el 8 de agosto de 2017 y fue torturado por las autoridades chechenas como parte de la purga antihomosexual en Chechenia. Según algunos medios de comunicación, falleció como resultado de las torturas.

## Biografía
Zelim Bakáyev, hijo de Jusaín y Malika, nació en Grozni, la capital de Chechenia.
Apasionado de la música, debutó a una temprana edad en Chechenia, pero también obtuvo popularidad en Ingusetia, Daguestán y Moscú. En 2013, participó en los premios anuales Vainaj para artistas debutantes. Su gran oportunidad llegó con sencillos como «Мичахь хьо лела безам», «Мне не хватает тебя», «Доьхна Дог» y «Нана». En 2017, participó en un casting en Nóvaya fábrika zviozd («Nueva fábrica de estrellas») en la cadena de televisión rusa Muz-TV.

## Desaparición
El 6 de agosto, Bakáyev viajó a Grozni para asistir a la boda de su hermana. Iba a volver a Moscú a los pocos días para participar en un concurso musical ruso el 10 de agosto. El 8 de agosto, fue supuestamente arrestado por fuerzas de seguridad de la Unidad Especial de Respuesta Rápida (SOBR, en sus siglas rusas), según informaron dos testigos a Dozhd TV. El teléfono móvil de Bakáyev fue desactivado el mismo día.
Se especuló con que su arresto se debiera a sospechas de que fuera homosexual. Las autoridades chechenas habían declarado una campaña anti-LGBT, y circularon muchos informes de persecución de homosexuales en el territorio. A Bakáyev se le había prohibido cualquier aparición en público en Chechenia. Su madre Malika y su tía recibieron un mensaje de WhatsApp que decía que Bakáyev se había «ido» de Chechenia. 
El 18 de agosto, Malika denunció la desaparición. El día 22 del mismo mes, solicitó ayuda al Consejo de Derechos Humanos y al Ministerio del Interior para recuperar a su hijo. El ministro checheno de Asuntos Exteriores e Información negó cualquier implicación de las autoridades chechenas. Según la policía chechena, Bakáyev había comprado un billete para un viaje en tren que salía el 11 de agosto de Nalchik a Moscú. El 15 de septiembre, la organización estadounidense de derechos humanos Human Rights First instó al Departamento de Estado de los EE. UU. a intervenir con las autoridades rusas acerca de Zelim Bakáyev. El 16 de septiembre, la madre del cantante apeló públicamente al presidente checheno Ramzán Kadýrov preguntando sobre su hijo, pero, el 18 de septiembre, el Ministerio del Interior checheno rechazó abrir una investigación criminal sobre la desaparición.
El 24 de septiembre, apareció un vídeo supuestamente producido en Alemania en el que un hombre que alegaba ser Bakáyev decía encontrarse en dicho país. Sin embargo, hubo muchas discrepancias al respecto, como la naturaleza forzada del vídeo y la presencia de mobiliario ruso y bebidas alcohólicas de marcas que no se comercializan en Alemania. Un alto funcionario de la misión diplomática de la Unión Europea en Rusia confirmó que Bakáyev no había cruzado la frontera de ninguno de los países del espacio Schengen en agosto de 2017 ni en fecha posterior.
En octubre de 2017, la prensa internacional y sobre todo los medios de la comunidad LGBT alegaron que el cantante había muerto como resultado de las torturas infligidas por la policía chechena como parte de la purga antigay del gobierno checheno.